# Chapelle de la Scala Santa
La chapelle de la Scala Santa (Escalier-Saint) est une chapelle située via Costantinopoli, dans le centre historique de Naples. Elle dépend de l'archidiocèse de Naples.

## Histoire
La chapelle, qui remonte au XVIIe siècle, est un édifice annexe de l'église Santa Maria della Sapienza se trouvant sur son côté droit. Elle servait uniquement aux religieux pour leurs dévotions pénitentielles.
La chapelle est dénommée ainsi en référence à l'escalier que Jésus, après avoir été torturé, a monté pour arriver dans le prétoire devant Ponce Pilate.
La chapelle abritait nombre d'œuvres d'art qui sont aujourd'hui placées en lieu sûr. Les fresques sont de la main de plusieurs artistes dont Andrea d'Aste.
Contrairement à l'église voisine, la chapelle a été restaurée et rendue à son ancienne splendeur. Quelques œuvres qui avaient été volées ont été retrouvées grâce aux forces de l'ordre.

## Source de la traduction
- (it) Cet article est partiellement ou en totalité issu de l’article de Wikipédia en italien intitulé « Cappella della Scala Santa » (voir la liste des auteurs).